# Manhole (film)
Pour les articles homonymes, voir Manhole (homonymie).
Pour plus de détails, voir Fiche technique et Distribution.
Manhole (hangeul : 맨홀 ; RR : Maen-hol ; litt. « Plaque d'égout ») est un thriller sud-coréen co-écrit et réalisé par Shin Jae-young, sorti en 2014.

## Synopsis
Shinseol-dong au centre-nord de Séoul, dix personnes ont mystérieusement disparu sans laisser trace dans l'espace de six mois. Des cheveux et du sang ont été découverts dans le fond de l'égout. Que s'est-il passé dedans ?

## Fiche technique
- Titre original : 맨홀
- Titre international : Manhole
- Réalisation : Shin Jae-young
- Scénario : Moon Bong-seop et Shin Jae-young
- Décors : Kim Hui-jin
- Photographie : Jo Yeong-cheon
- Son : Jeong Hui-gu
- Montage : Choi Jae-geun et Kim So-yeon
- Musique : Hwang Sang-jun et Ma Sang-woo
- Production : Kim Min-gi
- Société de production : Fineworks[1]
- Société de distribution : Lotte Entertainment
- Pays d'origine : Corée du Sud
- Langue originale : coréen
- Format : couleur - 2.35 : 1
- Genre : thriller
- Durée : 101 minutes
- Date de sortie : 
  - Corée du Sud : 8 octobre 2014 (nationale)

## Distribution
- Jeong Kyeong-ho : Soo-cheol
  - Yoon Chan-young : Soo-cheol, jeune
- Jeong Yu-mi : Yeon-seo
- Kim Sae-ron : Soo-jeong
- Choi Deok-moon : Jong-ho
- Jo Dal-hwan : Pil-gyoo
- Lee Yeong-yoo : Song-i
- Seong Yoo-bin : l'enfant dans l'ébout
- Kim Bin-woo : la jeune demoiselle

## Production
Le réalisateur Lee Seok-hoon, pour son premier long-métrage, choisit l'actrice Jeong Yu-mi pour le rôle de Yeon-seo, aux côtés de Kim Sae-ron qui joue sa sœur Soo-jeong et de Jeong Kyeong-ho qui interprète le tueur en série Soo-cheol.
Le tournage débute dans la troisième semaine de janvier 2014 et se poursuit jusqu'au 31 mars.

## Accueil

### Sortie nationale
Manhole sort le 8 octobre 2014 en Corée du Sud.

### Box-office
| Pays ou région | Box-office      | Date d'arrêt du box-office | Nombre de semaines |
| -------------- | --------------- | -------------------------- | ------------------ |
| Corée du Sud   | 133 665 entrées | 19 octobre 2014            | 2                  |